# گوش امونیم
گوش امونیم (عبری: גּוּשׁ אֱמוּנִים‎) چه یک جنبش افراطی ناسیونالیست اسرائیلی یهودیت ارتدکس، راست (گرایش سیاسی) فعال و متعهد به ایجاد شهرک‌های اسرائیلی در  کرانه باختری، نوار غزه و بلندی‌های جولان بود.